# Герб Волі (Самбірський район)
Герб Волі — один з офіційних символів села Воля, Самбірського району Львівської області.

## Історія
Символ затвердила VІ сесія  Волянської сільської ради 3-го скликання рішенням від 24 червня 1999 року.
Автор — Андрій Гречило.

## Опис (блазон)
Щит розтятий ялиногілкоподібно на зелене та срібне поля, вгорі зеленого поля — золота 8-променева зірка.
Щит вписаний у еклектичний картуш, увінчаний золотою сільською короною.

## Зміст
Ділення та колористика щита вказує на розташування села серед лісів. Зірка є символом мети, волі, прагнення й уособлює назву поселення.
Золота корона з колосків вказує на статус сільського населеного пункту.